# Kemper County
Kemper County er et county i den amerikanske delstat Mississippi.
32°46′N 88°39′V / 32.76°N 88.65°V